# Paralelo 30 sur
El Paralelo 30 Sur es un paralelo que está 30° grados al sur del plano ecuatorial terrestre.

## Dimensiones
Conforme el sistema geodésico WGS 84, en el nivel de latitud 30° Sur, un grado de longitud equivale a 96,48 km; la extensión total del paralelo es por lo tanto 34 735 km, cerca de 87% de la extensión del ecuador, de la cual ese paralelo dista 3320 km, distando 6682 km del polo sur.

## Cruzamientos
Comenzando en el meridiano de Greenwich y tomando la dirección del Este, el paralelo 30° Sur pasa por:
| País, territorio o mar | Notas                                                                   |
| ---------------------- | ----------------------------------------------------------------------- |
| Océano Atlántico       |                                                                         |
| Sudáfrica              | Medio del país                                                          |
| Lesoto                 | Sur del país                                                            |
| Sudáfrica              | próximo a Durban                                                        |
| Argentina              | Sur de Corrientes Norte de Santa Fe Norte de Córdoba Centro de La Rioja |
| Brasil                 | Rio Grande do Sul - Porto Alegre                                        |
| Uruguay                | Norte del país Artigas                                                  |
| Océano Índico          |                                                                         |
| Australia              | Australia Occidental Australia del Sur Nueva Gales del Sur              |
| Océano Pacífico        | Pasa entre las Islas Kermadec, Nueva Zelanda                            |
| Chile                  | Coquimbo                                                                |